# Pays vençois
Pour les articles homonymes, voir Haut Var.
Le Pays vençois est une région naturelle de France. Elle est située au sud des Alpes et au bord de la mer Méditerranée, sur la rive droite du Var.

## Géographie

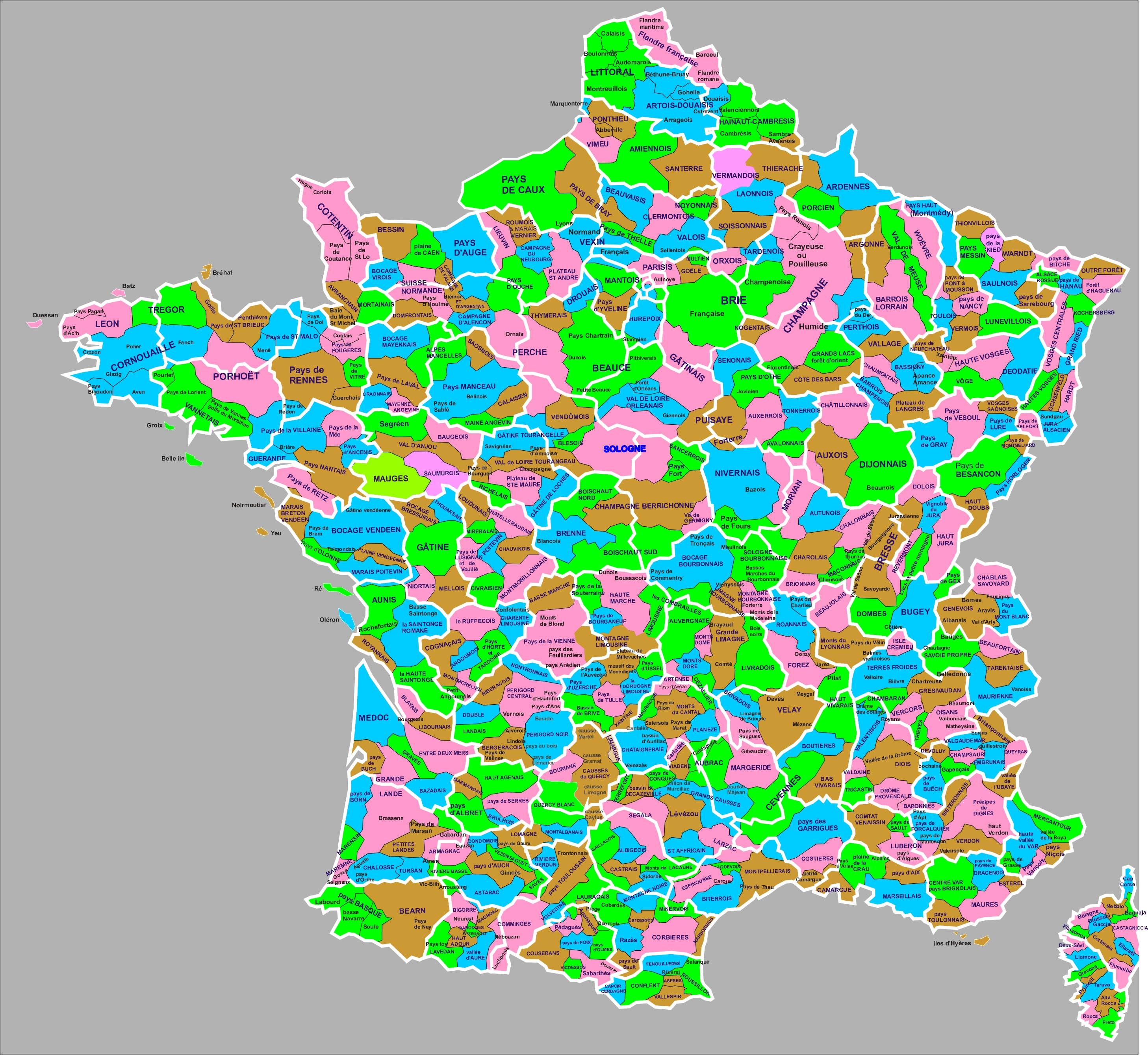
Carte des régions naturelles de France

Cette région comprend au bord de mer occidental du département des Alpes-Maritimes, ainsi que l'arrière-pays. À l'ouest, la région est limitée par le massif de l'Esterel. Au nord, la région plus vallonnée du Grasse et à l'est, le fleuve du Var limitent le Pays vençois.